# 26e bataillon d'infanterie de marine
Pour les articles homonymes, voir 26e bataillon.
Le 26e bataillon d'infanterie de marine  (26e BIMa) est une unité de l'Armée de terre française, qui a combattu pendant la Guerre d'Algérie.

## Historique
Le 26e BIMa est formé en 1959, à partir de 3e compagnie du 8e régiment d'infanterie de marine. Stationné à Béni Saf, il participe aux opérations de quadrillage en Algérie de 1959 à 1962.
Le bataillon est dissous en 1962.

## Insigne
Galère noire à voile blanche sur fond bleu, soutenue par ancre 26 B.I.MA sur la trabe.